# São Domingos de Ana Loura
São Domingos de Ana Loura ist eine portugiesische Gemeinde (Freguesia) im Kreis (Concelho) von Estremoz mit 269 Einwohnern (Stand 19. April 2021)..
Die Gemeinde ist landwirtschaftlich geprägt. So sind Viehzucht und Getreide- und Gemüseanbau die Haupterwerbstätigkeiten.
Im August 2012 kam der Ort landesweit in die Presse, als Unbekannte die Telefonverbindung des Ortes zerstörten, um das Kupfer der Telefonkabel zu stehlen. Die Portugal Telecom hielt ihr Versprechen, das sie am Tag des Bekanntwerden der Tat gab, den Ort nach fünf Tagen wieder an das Festnetz des Landes anschließen zu können.

## Verwaltung
Die Gemeinde São Domingos de Ana Loura besteht aus folgenden Ortschaften:
- Fonte Velha
- Espinheiro
- Estalagem
- Venda do Ferrador

Venda do Ferrador ist als Hauptort der Gemeinde zu sehen. So sind hier die Gemeindeverwaltung (port.: Junta de Freguesia), ein Gesundheitsposten des Kreiskrankenhauses, die Gemeindekirche, der Friedhof und die Schule.